# Babinavichy
Babinavichy (en bielorruso: Бабінавічы) (en ruso: Бабиновичи) es una pequeña aldea situada en el Raión de Liozna, en la Provincia de Vítebsk, en Bielorrusia. El pueblo tradicionalmente había suministrado madera para la Armada Imperial Rusa, tal y como se refleja en su escudo de armas, el cual muestra dos mástiles.
El municipio había sido previamente una aldea judía (en yidis: שטעטל) (transliterado: shtetl). La población se encontraba en la Gobernación de Maguilov, en el Imperio ruso. El asentamiento judío en Babinavichy comenzó a principios del siglo XVIII. En 1897 había 552 judíos viviendo en Babinavichy y estos eran el 47,7% por ciento de la población. 
Bajo el gobierno soviético, la situación económica de los judíos fue a peor. Muchos jóvenes dejaron la aldea en busca de una educación, un empleo mejor, y para tener más oportunidades. El número de judíos en Babinavichy descendió a 332 en 1926, y ellos eran el 32% por ciento de la población. El pueblo fue ocupado por las Fuerzas Armadas del Tercer Reich en julio de 1941. A principios de octubre, unos 16 judíos fueron asesinados cerca del Río Verkhita. Las mujeres judías, los niños, y los ancianos, fueron fusilados a mediados de febrero de 1942, cerca del Lago Zelenskoye. Babinavichy fue liberada por el Ejército Rojo el 25 de junio de 1944.